# Il ricordo di un aprile
Il ricordo di un aprile (I'll Remember April) è un film del 1999 diretto da Bob Clark.